# Draadklem

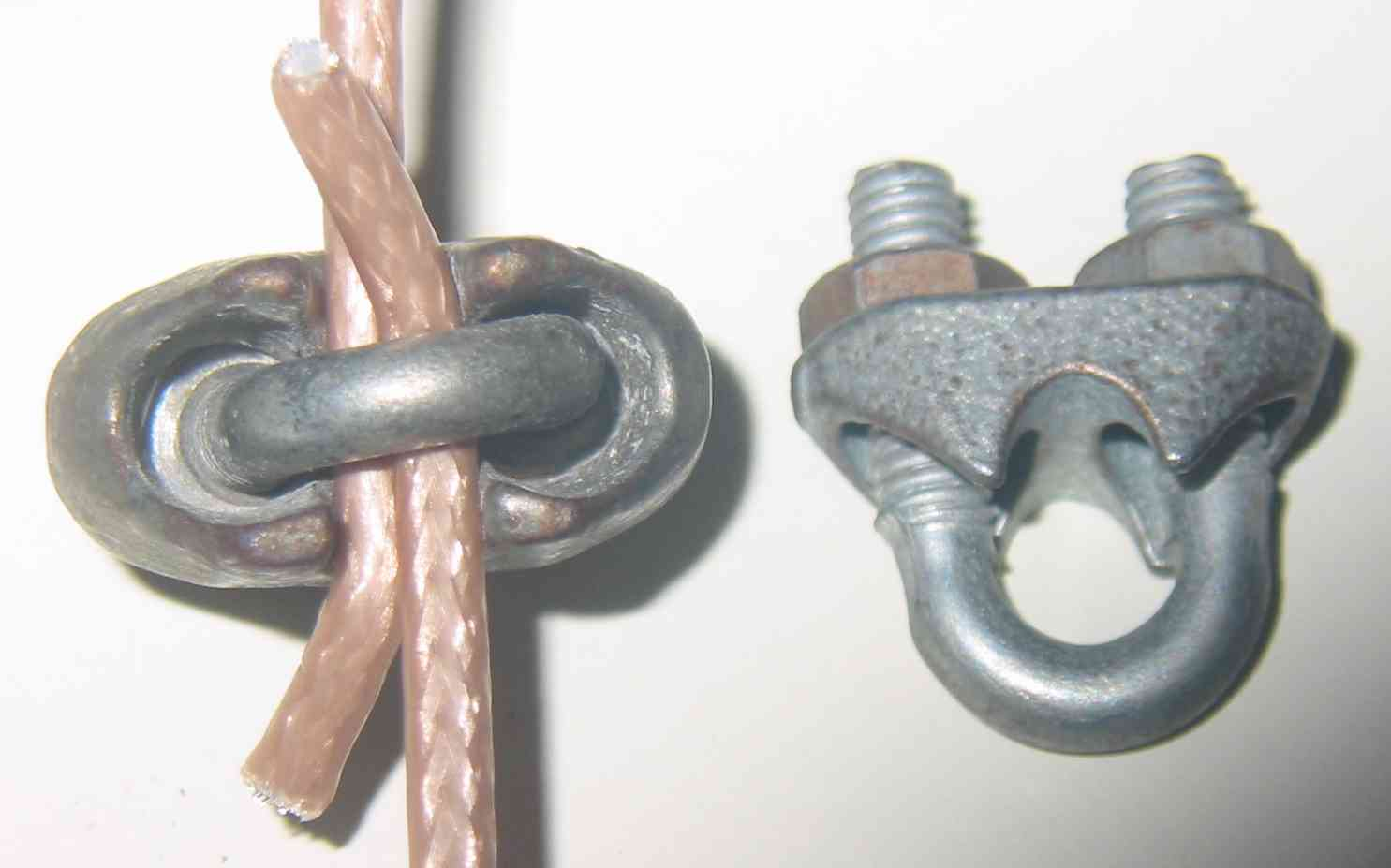
Draadklemmen

Een draadklem, kabelklem of staalkabelklem (wire rope clip) is een eindverbinding bestaande uit beugel met schoen (saddle) die met moeren wordt vastgezet rond het werkende en dode part van de lus of oog in een staaldraad. Draadklemmen worden niet aanbevolen als permanent verbindingen of voor hijswerkzaamheden.
Met draadklemmen kan op eenvoudige wijze ter plaatse een eindverbinding worden gemaakt in een draad. Daarbij worden meerdere klemmen gebruikt, afhankelijk van de diameter van de draad. De schoen moet daarbij op het werkende part gemonteerd worden (never saddle a dead horse). Er zijn ook draadklemmen met twee schoenen waar dit niet fout gedaan kan worden. Soms wordt een extra klem gemonteerd met een kleine bocht in het dode part. Dit is zowel een extra veiligheid, alsmede een indicatie van het doorslippen van de lus als de bocht blijkt te zijn rechtgetrokken.